# Karantánia

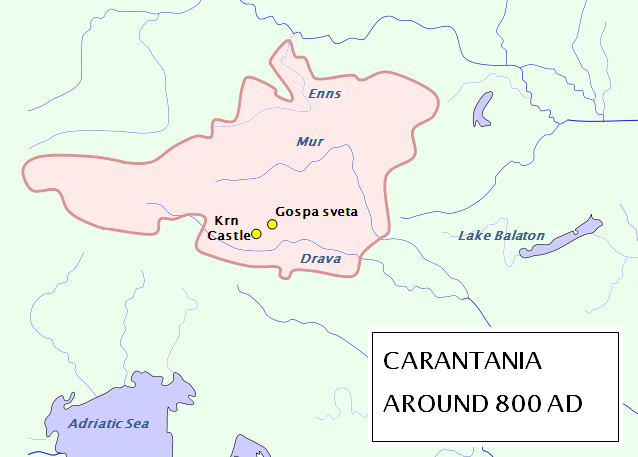
Karantánia 800 körül

Karantánia (szlovénül Karantanija, németül Karantanien, ószlávul Korǫtanъ / Korotán(y)), kora középkori szláv fejedelemség, amely a 7. század második felében jött létre, nagyjából a mai Karintia területén és 828-ig állt fenn, amikor betagozták a Frank Birodalomba.

## Nevének eredete
A Carantania elnevezés preszláv eredetű. A 8. századi Paulus diakónus megemlíti Carnuntum(ot), melyet helytelenül Carantanumnak mondanak (Carnuntum, quod corrupte vocitant Carantanum).
A szó eredete bizonytalan. Alapja a helynevekben használt carant- lehet, amely a "szikla" jelentésű indoeurópai karra tőből vagy a "barát, szövetséges" jelentésű, kelta karant-ból származik. Kapcsolatban állhat a régiót az ókorban lakó carnus kelta törzzsel is. Szláv neve, a korǫtanъ már a latin carantanum-ból ered. A szlovének még a 19. században és a 20. század elején is Korotan névvel illették Karintiát (és Karantániát is), de Karintiát ma már Koroška néven ismerik. 

## Kiterjedése
A fejedelemség székhelye a mai Klagenfurttól (szlovénül Celovec) északra fekvő Zollfeld (Gosposvetsko polje) síkságán található Krnski grad (németül Karnburg) volt. Területe a mai Karintia tartományra, Stájerország, Salzburg, Felső-Ausztria és Alsó-Ausztria határos részeire, Kelet-Tirol nagyobbik hányadára, a Puster-völgyre, valamint valószínűleg a mai Szlovénia Koroška régiójára terjedt ki. Tőle délre a 8. század végétől egy másik szláv fejedelemség, Carniola feküdt (Szlovénia középső részén). 
A Frank (és Keleti Frank) Birodalomhoz tartozó Karintiai őrgrófság, majd Karintiai Hercegség határai túlnyúltak Karantánia határain.

## Története

Karantánia a Frank Birodalomban

568-ban a pannóniai longobárdok az avaroktól tartva, átvándoroltak Észak-Itáliába. A 6. század utolsó évtizedeiben helyükre - az avarok jóváhagyásával - szlávok költöztek. 588-ra elérték a Száva, 591-ben pedig a Dráva felső folyását. Itt összecsaptak az I. Tasziló herceg által vezetett bajorokkal. 592-ben még a bajorok győztek, de három évvel később a szláv-avar sereg vereséget mért rájuk. A harcok során kialakult a frank és az avar birodalmak befolyási zónái közötti határvonal. A mai Kelet-Tirolt és Karintiát ezután már Provincia Sclaborum (a szlávok országa) néven emlegették a korabeli források.
A 9-10. században a pogány alpesi szlávok megtelepedtek a Friuli régió keleti hegyvidékén (Slavia Friulana), a Kras-fennsíkon és Gorizia környékén. Bevándorlásuk következtében ellehetetlenült az itteni keresztény püspökségek működése, megváltozott a lakosság etnikai összetétele és a beszélt nyelv. A szlávok mellett azonban továbbra is megmaradt a korábbi romanizált, keresztény vallású lakosság. 
A Keleti-Alpok és Pannónia szlávjai az avarok vazallusai voltak. Az Avar Kaganátus azonban 610 után meggyengült és 626-ban Konstantinápoly ostrománál súlyos emberveszteséget könyvelhettek el. Vazallusaik önállósodtak és Szamo vezetésével laza törzsszövetséget hoztak létre. Az alpesi szlávok (vendek) Dél-Karintiában félig-meddig önálló fejedelemségbe szerveződtek, egy "vend őrgrófságba" (marca Vinedorum), amelynek fejedelme a 630-as években Valuk volt. Vitatott, hogy Valuk elismerte-e Szamo uralmát. Szamo 658-as halála után a szláv törzsszövetség szétesett, de az "őrgrófság" egy kisebb, Klagenfurt környéki része megtartotta államiságát és röviddel 660 után Karantánia néven vált ismertté. 

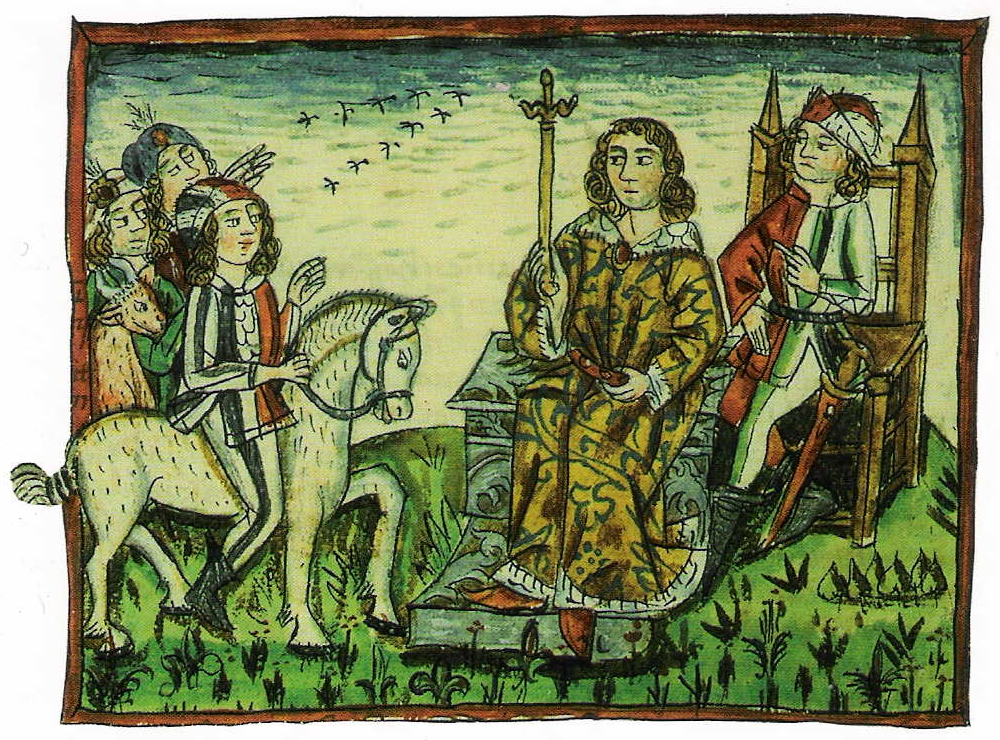
Karintia hercegének felavatása egy középkori krónikában

740 körül az akkori fejedelem, Borut segítséget kért Odilo bajor hercegtől a fenyegető avar veszély miatt. Odilo behódolást és megkeresztelkedést követelt cserébe, így Karantánia elvesztette korábbi függetlenségét, bajor vazallusként betagolódott a Frank Birodalomba. Borutot fia, Cacatius (szlovén forrásokban Gorazd), majd unokaöccse, Cheitumar (Hotimir vagy Kajtimar) követte a fejedelmi székben. 772-ben pogánylázadásra került sor, amelyet III. Tasziló herceg levert és új fejedelmet, Wladuchot (vagy Waltunch, Walhun) ültetett a karantánok élére. Nagy Károly avar hadjáratai során visszahódította azokat a területeket is, amelyeket azok 745 és 795 között elcsatoltak Karantániától.
Az alsó-pannóniai szlávok Ljudevit Posavski vezette, 819-es felkelését követően a szláv arisztokráciát megbízható bajor nemesekkel cserélték le. A 843-as verduni felosztást követően az őrgrófság Német Lajos uralma alá került, aki legidősebb fiát, Karlmannt többek között a "karantánok prelátusává" (praelatus Carantanis) nevezte ki. Karlmann később törvénytelen gyermekének, Arnulfnak adta Karintiát, aki miután maga is a Keleti frank királyság trónjára lépett, korábbi birtokát őrgrófsággá szervezte át. Az őrgrófságot 976-ban hercegségi rangra emelték. 

## A herceg felavatása
A karantán fejedelem felavatását, felszentelését különleges ceremóniával végezték, amely a pogány időkre nyúlt vissza, de sokáig fennmaradt a Karintiai Hercegségben is. Utoljára 1414-ben végezték el, amikor Habsburg Ernő ("Vas Ernő") foglalta el Karintia trónját. A rituáléra az ún. "fejedelem kövén" került sor, ami egy régi római oszlopfő volt Krnski grad (ma Karnburg Maria Saal-ban). Ennek során először is a szabad parasztok képviselője szlovén nyelven meggyőződött a leendő herceg tisztességéről és figyelmeztette őt kötelességeire. Ezután misén vettek részt Maria Saal templomában, majd a "herceg székében" (római sírkövekből összerakott szabadtéri trónus) a herceg német nyelven esküt tett, ezután pedig fogadta a rendek hódolatát. 
A ceremóniát először Viktringi János krónikás írta le, miután tanúja volt Meinhard herceg 1286-os felavatásának. 

## Népessége
Karantánia népessége több etnikai csoportból tevődött össze. Részben azok a szlávok tették ki, akik a 6. században telepedtek meg a Keleti-Alpokban. Nagy számban voltak jelen Noricum római provincia romanizált, eredetileg kelta lakói; számos földrajzi név vezethető vissza hozzájuk. Rajtuk kívül kisebb arányban képviseltették magukat szláv dulebek és horvátok, avarok, bolgárok és különböző germán népek képviselői.
A karantánok alapvetően protoszláv nyelvet beszéltek, amelyet a szlovén lingvisztikai irodalom néha alpesi szlávnak (alpska slovanščina) hív. Jellemzői megállapíthatók a romanizált lakosság, később pedig a bajorok által átvett kifejezésekből, valamint abból, ahogyan az átvett földrajzi- és helyneveket megváltoztatták. A 9. századtól kezdve a nyelv fokozatosan megváltozott, délszláv jellegzetességeket vett át és nagyjából a 13. századra kialakult belőle a szlovén nyelv.

## Fordítás
- Ez a szócikk részben vagy egészben  a   Carantania című angol Wikipédia-szócikk ezen változatának fordításán alapul.  Az eredeti cikk szerkesztőit annak laptörténete sorolja fel. Ez a jelzés csupán a megfogalmazás eredetét és a szerzői jogokat jelzi, nem szolgál a cikkben szereplő információk forrásmegjelöléseként.